# Vódne
Vódne (en (ucraïnès): Водне) és un poble de la República Autònoma de Crimea a Ucraïna, que el 2014 tenia 875 habitants. Pertany al districte de Simferòpol.